# Niccolò Bonafede
Niccolò Bonafede (* 1463 in Monte San Giusto; † 6. Januar 1534 ebendort) war ein italienischer katholischer Bischof und Feldherr.

## Leben

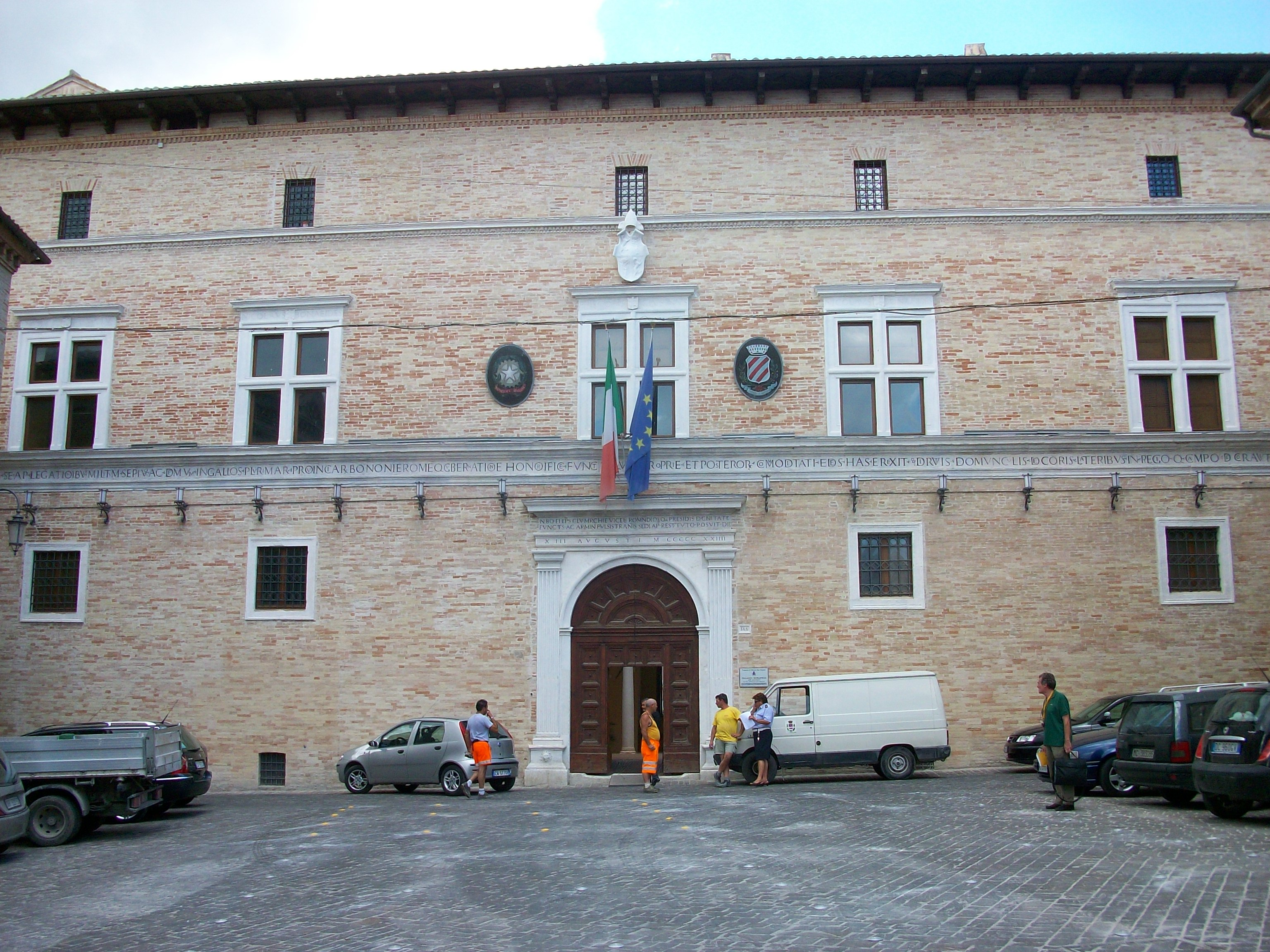
Monte San Giusto, Palazzo Bonafede aus dem 16. Jahrhundert, derzeitiger Sitz der Gemeinde

Er wurde 1463 in Monte San Giusto als Sohn von Tommaso, einem Mitglied der Adelsfamilie von Fermo, geboren. Er studierte am Capranica-Kolleg in Rom und erwarb 1492 den Doktortitel in utroque iure. Im selben Jahr trat er in die Dienste des Neffen von Alexander VI., Giovanni Castelar, der ihn kurz darauf als Vikar in das Erzbistum Trani schickte. In Apulien sammelte er erste Regierungserfahrungen. Aufgrund seiner Fähigkeit, Konflikte innerhalb der lokalen Bevölkerung zu bändigen, wurde er von Alexander VI. zum Apostolischen Protonotar und damit zum Gouverneur von Tivoli ernannt. Dort zeichnete er sich durch sein besonders energisches Engagement im Kampf gegen die Orsini aus, die sich zu dieser Zeit gegen den Borgia-Papst erhoben.
Nach einem kurzen diplomatischen Aufenthalt in Venedig wurde er vom Papst als Gouverneur nach Benevento entsandt, wo er wiederum mit äußerster Entschlossenheit die lokalen Fraktionen und die neapolitanische Einmischung unterdrückte. Nach einem Feldzug in die Romagna im November 1499 erhielt er die Regierung von Forlì, das er im Januar 1500 eroberte. Kurz darauf übertrug ihm Cesare Borgia, wegen seines Eifers bei der Ausübung seines Amtes, die Regierung von Perugia. Während eines Aufenthalts in Rom starb der Papst, was eine politische Krise auslöste. Bonafede suchte neue Verbündete und unterstützte im Konklave Kardinal Francesco Piccolomini, der am 22. September gewählt wurde. Der neue Papst Pius III. ernannte ihn zum Gouverneur von Rom. Der plötzliche Tod des Papstes im Jahr 1503 stellte seine weitere Amtszeit in Frage. Durch die Intervention der Kardinäle Della Rovere und Carafa gelang es ihm, eine erneute Bestätigung zu erhalten. Seine Beteiligung am politischen Spiel führte am 10. November 1503 zur Wahl von Kardinal Giuliano Della Rovere zum Papst Julius II. Als erste Amtshandlung wurde Bonafede als Gouverneur von Rom bestätigt. Wenige Monate später, am 20. August 1504, ernannte er ihn zum Bischof von Chiusi.
Julius II. ernannte ihn zum Gouverneur von Forlì, das zu dieser Zeit von Verbannten unter der Führung von Giovanni Sassatelli und mit Unterstützung des Kardinals Francesco Alidosi bedroht wurde. Bonafede konnte einen Staatsstreich nicht verhindern und musste sich fluchtartig in die Festung zurückziehen. Für eine Revanche blieb ihm keine Zeit, da er vom Papst zum Generalkommissar der päpstlichen Truppen für die Eroberung Bolognas ernannt wurde. Zusammen mit dem Markgrafen von Mantua, der das Kommando führte, zog er in Richtung Bologna und begann einen systematischen Angriff auf die Burgen im Umland. Nachdem eine nach der anderen gefallen war, erkannten die Bologneser die Aussichtslosigkeit eines ernsthaften Widerstandes und kapitulierten. Am 11. November 1506 zog Julius II. feierlich in die Stadt ein.
Nach der Schlacht von Bologna zog er sich in die Marken und auf den Bischofssitz von Chiusi zurück. Als Modena im Sommer 1518 von den Franzosen bedroht wurde, rief Papst Julius II. erneut nach ihm. Er setzte sich aktiv für die Befestigung der Stadt ein, versorgte sie mit Vorräten und sorgte dafür, dass der Herzog von Urbino, der mit einem starken päpstlichen Kontingent angereist war, die nötige Unterstützung erhielt. Als das französische Heer vor den Mauern Modenas eintraf, fand es die Stadt so gut gerüstet vor, dass es den Kampf aufgab. Als die Stadt unter kaiserliche Kontrolle geriet, übertrug ihm Julius II. die Regierung von Bologna. Er regierte mit gewohntem Geschick, konnte aber nicht verhindern, dass die Bevölkerung den Bentivoglio die Tore öffnete. Bonafede hatte nicht genügend Kräfte, um den Bentivoglio und den Franzosen entgegenzutreten, und musste sich in das Haus eines Adligen flüchten. Die Bologneser weigerten sich, ihn den Franzosen auszuliefern und setzten ihn nach deren Vertreibung wieder als Gouverneur ein, ohne die päpstliche Herrschaft anzuerkennen. Kurz darauf wurde er von Julius II. gezwungen, die aufständische Stadt zu verlassen, und Bonafede kehrte in sein Bistum Chiusi zurück.
1519 erhielt er von Papst Leo X. den Auftrag, die Macht der Feudalherren in den Marken zu brechen. Ludovico Eufreducci, der Herr von Fermo, versammelte bewaffnete Männer, um gegen ihn vorzugehen. Während er auf die vom Papst angeforderte Verstärkung wartete, besetzte Eufreducci die Burg von Falerone. In dieser Situation blieb ihm nichts anderes übrig, als sich Eufreducci auf freiem Feld zu stellen. Die Schlacht ging zu seinen Gunsten aus, und nachdem er Eufreducci getötet hatte, konnte er Falerone ohne Widerstand einnehmen. Dieser Feldzug endete mit seinem größten Sieg.

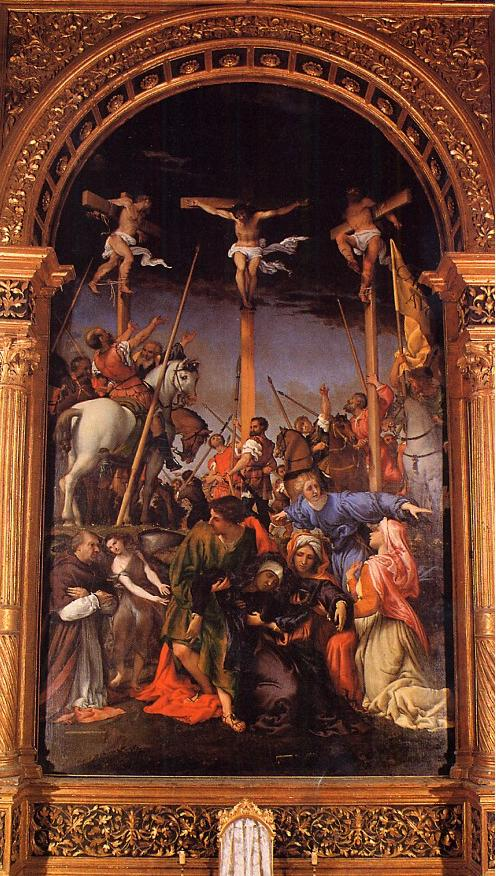
Lorenzo Lotto, Kreuzigung (1531), im Auftrag des Bischofs Bonafede, der links unten zu sehen ist

Unmittelbar nach seiner Erhebung zum Papst erhielt er von Hadrian VI. den Auftrag, Pandolfo Malatesta aus Rimini zu vertreiben, um die Stadt wieder unter päpstliche Herrschaft zu bringen. Bonafede nahm den Auftrag an, aber es ist nicht bekannt, mit welchem Ergebnis, da seine biographischen Memoiren im Jahr 1522 enden und nur wenige Hinweise auf Rimini enthalten.
Bonafede war seiner Heimat sehr verbunden und förderte zahlreiche Bauprojekte. Zwischen 1513 und 1524 ließ er den Palazzo Bonafede, einen der bedeutendsten Paläste der italienischen Renaissance, vom päpstlichen Architekten Antonio da Sangallo errichten. In seinem Lehen richtete er einen Renaissancehof ein. Zu den großen Künstlern, die für ihn arbeiteten, gehörte Lorenzo Lotto, bei dem er das bedeutende Werk der Kreuzigung in Auftrag gab.
Er starb 1534 im Alter von 71 Jahren.
Bonafede gilt als einer der bedeutendsten Heerführer der Renaissance.
Monaldo Leopardi beschäftigte sich mit dem Leben des Bischofs und veröffentlichte 1832 in Pesaro eine Teilbiographie.
Seine direkten Nachkommen sind die Grafen Maggiori von Fermo, die aus der Ehe der letzten Nachfahrin des Geschlechts, Giuseppina
Bonafede mit dem Grafen Alessandro Maggiori stammen.